# Preston Wynne
Preston Wynne est une paroisse civile et un village du Herefordshire, en Angleterre.